# 王份
王 份（おう ふん、元嘉23年（446年）- 普通5年2月19日（524年3月9日））は、南朝宋から梁にかけての政治家。字は季文。本貫は琅邪郡臨沂県。

## 経歴
黄門侍郎の王粋（王景文・王貞風の兄）の子として生まれた。14歳で父母を失い、車騎主簿を初任とした。寧遠将軍・始安郡内史として出向した。袁粲が処刑されると、親しかった者でも葬儀に行こうとしなかったが、王份はひとり赴いて哀哭したので、このため名を知られた。太子中舎人に転じ、太尉属となった。晋安郡内史として出向した。中書侍郎に累進し、大司農に転じた。
王份の兄の王奐が雍州で処刑されると、王奐の子の王粛が北魏に亡命したため、王份は自らを拘束して罪を請うた。南朝斉の武帝蕭賾は王份の誠意を知って、罰しなかった。まもなく寧朔将軍・零陵郡内史に任じられた。黄門侍郎として召されたが、父の最終官であったことを理由に、固辞して受けず、秘書監に転じた。
天監初年、散騎常侍の位を受け、歩兵校尉・起部尚書を兼ねた。南朝梁の武帝蕭衍がかつて宴席で「朕は有をなすか無をなすか」と群臣に訊ねたことがあった。王份が「陛下は万物に応じて有をなし、体は理に至って無をなします」と答えたため、蕭衍は褒めたたえた。宣城郡太守として出向し、呉郡太守に転じた。寧朔将軍・北中郎豫章王長史・蘭陵郡太守となり、行南徐州事をつとめた。太常卿・太子右率・散騎常侍に転じ、東宮に仕え、金紫光禄大夫の位を受けた。また智武将軍・南康王長史となった。入朝して散騎常侍・金紫光禄大夫・南徐州大中正となった。尚書左僕射に転じ、まもなく侍中の位を加えられた。
普通2年（521年）、本官のまま大匠卿を兼ね、散騎常侍・右光禄大夫に転じた。侍中・特進・左光禄大夫に進み、また本官のまま丹陽尹をつとめた。普通5年（524年）2月、死去した。享年は79。本官を追贈された。諡は胡子といった。

## 子孫

### 子
- 王琳

### 孫
- 王銓
- 王錫
- 王通
- 王僉
- 王勱
- 王質
- 王固

## 伝記資料
- 『梁書』巻21 列伝第15
- 『南史』巻23 列伝第13